# 아드리아누 슈바
아드리아누 네베스 페레이라(포르투갈어: Adriano Neves Pereira, 1979년 5월 24일 ~ )는 흔히 아드리아누 슈바로 불리는 브라질 카팡다카노아 출신의 축구 선수이다. K리그 시절 등록명은 슈바(Chuva)이다.

## 축구인 경력

### 클럽 경력
2006년, 대전 시티즌으로 이적하며 처음으로 K리그 무대를 밟은 슈바는 좋은 활약을 펼쳤음에도 대전 시티즌의 구단 내부 사정으로 구단을 떠나 고국으로 돌아갔으나 2007년, 다시 대전 시티즌으로 복귀하였다.
2008년, 전남 드래곤즈로 이적하여 2008 시즌에 19경기에 출장해 8골을 기록했고 2009 시즌에선 27경기에서 13골을 터뜨려 득점 랭킹 4위에 올랐다.
2011년 1월 10일 포항 스틸러스로 이적하였다. 하지만 시즌 내내 부상과 부상으로 인한 컨디션 난조를 겪으며 풀타임 출전에 어려움을 겪었고 리그 12경기 출전하여 4골을 기록한 채 포항에서의 첫 시즌을 마쳤다. 2011 시즌 이후 포항과 상호 합의하에 계약을 해지하고 새 팀을 물색하던 중 광주 FC 최만희 감독의 러브콜을 받고 광주에 입단하였다. 2012 시즌 이후 은퇴한다고 밝혔으나 번복하고 고국으로 복귀하였다.